# Patricio de Azcárate Flórez
Patricio de Azcárate Flórez (León, 1886 - Athis-Mons, Francia, 1963) fue un militar español del Cuerpo de Ingenieros. Durante la guerra civil fue inspector general de Ingenieros en el Estado Mayor Central del Ejército Republicano. En el exilio mexicano fue impulsor de la Asociación de Militares Profesionales Leales a la República.

## Biografía
Patricio de Azcárate Flórez era hijo del coronel de Ingenieros Cayo de Azcárate Menéndez y de Delfina Flórez Llamas. Era hermano de Pablo de Azcárate Flórez, embajador de la República en la Sociedad de Naciones y más tarde en Londres, y sobrino de Gumersindo de Azcárate, uno de los fundadores de la Institución Libre de Enseñanza.
En 1904 ingresó en el ejército, en la Academia de Ingenieros de Guadalajara. Participó en las campañas de Marruecos en 1915-1916 y 1924-1925, donde obtuvo dos cruces del Mérito Militar con distintivo rojo así como la Cruz de María Cristina.
Siendo comandante de Ingenieros, en 1931 se acogió a la Ley de retiros de Azaña para dedicarse a la ingeniería. Formó parte del grupo fundador del Sindicato de Arquitectos e Ingenieros (UGT). Mantuvo amistad con dirigentes socialistas como Fernando de los Ríos y Julián Besteiro.
Al estallar la guerra civil se reincorporó al ejército para defender a la República y en septiembre de 1936 fue nombrado inspector general de Ingenieros en el Estado Mayor Central, cargo que ocuparía durante toda la guerra, la cual terminó con el grado de coronel. La Inspección de Ingenieros tuvo un destacado papel, por ejemplo, en la preparación y ejecución de la ofensiva del Ebro.

## Exilio
Al consumarse la derrota republicana en el frente de Cataluña, Patricio de Azcárate pasó a Francia con el Estado Mayor en febrero de 1939, y marchó a México en 1940. Fue promotor y secretario de la Asociación de Militares Profesionales Leales a la República. En México trabajó en traducciones para la enciclopedia UTEHA y, durante la II Guerra Mundial, para la Oficina de Información Aliada, a la que presentó su dimisión cuando Gran Bretaña sostuvo al régimen de Franco al final de la guerra mundial. También trabajó en una empresa de ingeniería. En 1953 se instaló en Francia a fin de reunirse con su familia. Falleció en Athis-Mons (región de París) en 1963.